# Mount Leek
Mount Leek ist ein 1100 m hoher Berg an der Orville-Küste des westantarktischen Ellsworthlands. Er ragt westlich des Spear-Gletschers im nordöstlichen Abschnitt der Hauberg Mountains auf.
Teilnehmer der Ronne Antarctic Research Expedition (1947–1948) entdeckten ihn bei einem Überflug. Der United States Geological Survey kartierte ihn anhand eigener Vermessungen und mittels Luftaufnahmen der United States Navy zwischen 1961 und 1967. Das Advisory Committee on Antarctic Names benannte den Berg 1968 nach Gouke M. Leek, Glaziologe auf der Byrd-Station von 1965 bis 1966.